# Велда Вилиџ Хилс (Мисури)
Велда Вилиџ Хилс (енгл. Velda Village Hills) град је у америчкој савезној држави Мисури.

## Демографија
По попису из 2010. године број становника је 1.055, што је 35 (-3,2%) становника мање него 2000. године.
| Група             | 2000.         | 2010.         |
| Белци             | 15 (1,4%)     | 9 (0,9%)      |
| Афроамериканци    | 1.072 (98,3%) | 1.039 (98,5%) |
| Азијати           | 0 (0,0%)      | 0 (0,0%)      |
| Хиспаноамериканци | 4 (0,4%)      | 0 (0,0%)      |
| Укупно            | 1.090         | 1.055         |